# Wolha Kudraschowa
Wolha Kudraschowa (* 25. November 1978) ist eine ehemalige belarussische Biathletin.
Nachdem Wolha Kudraschowa in Obertilliach bei ihrem ersten Start im Europacup sofort auf einen achten Rang gekommen war, wurde sie seit dem zweiten Weltcup der Saison 2006/07 in Hochfilzen im Biathlon-Weltcup eingesetzt. Schon in ihrem ersten Rennen, einem Einzel, konnte sie als 25. erste Punkte erringen. In der Folgezeit sammelte sie bei allen Starts vor der Biathlon-Weltmeisterschaften 2007 in Antholz Punkte. Beim Verfolgungsrennen in Pokljuka kam sie mit Rang acht erstmals unter die besten 10.
In der Staffel wurde Kudraschowa schon vor ihrem ersten internationalen Einzelstart in Hochfilzen eingesetzt und wurde mit dieser Sechste. In Oberhof konnte die Platzierung noch um einen Rang verbessert werden.
Wolha Kudraschowa nahm an den Olympischen Winterspielen 2010 in Vancouver teil. Sie startete im Einzel (Platz 16) und mit der Staffel (Platz 7). 

## Biathlon-Weltcup-Platzierungen
Die Tabelle zeigt alle Platzierungen (je nach Austragungsjahr einschließlich Olympische Spiele und Weltmeisterschaften).
- 1.–3. Platz: Anzahl der Podiumsplatzierungen
- Top 10: Anzahl der Platzierungen unter den ersten zehn (einschließlich Podium)
- Punkteränge: Anzahl der Platzierungen innerhalb der Punkteränge (einschließlich Podium und Top 10)
- Starts: Anzahl gelaufener Rennen in der jeweiligen Disziplin

| Platzierung | Einzel | Sprint | Verfolgung | Massenstart | Staffel | Gesamt |
| ----------- | ------ | ------ | ---------- | ----------- | ------- | ------ |
| 1. Platz    |        |        |            |             |         |        |
| 2. Platz    |        |        |            |             |         |        |
| 3. Platz    |        |        |            |             |         |        |
| Top 10      | 1      | 3      | 1          |             | 14      | 19     |
| Punkteränge | 6      | 16     | 10         | 6           | 15      | 53     |
| Starts      | 13     | 32     | 14         | 7           | 15      | 81     |